# Miladići
Miladići je naseljeno mjesto u sastavu općine Lopare, Republika Srpska, BiH.

## Stanovništvo
| Miladići           |              |
| godina popisa      | 1991.        |
| Srbi               | 289 (95,70%) |
| Muslimani          | 0            |
| Hrvati             | 1 (0,33%)    |
| Jugoslaveni        | 12 (3,97%)   |
| ostali i nepoznato | 0            |
| ukupno             | 302          |